# Aartsbisdom Capiz
Het aartsbisdom Capiz (Latijn: Archidioecesis Capicensis) is een rooms-katholiek aartsbisdom met als zetel Roxas, hoofdstad van de provincie Capiz, op de Filipijnen. De aartsbisschop van Capiz is metropoliet van de kerkprovincie Capiz, waartoe ook de volgende suffragane bisdommen behoren:
- Kalibo
- Romblon

## Geschiedenis
Het aartsbisdom werd opgericht op 27 januari 1951, als het bisdom Capiz, uit delen van het bisdom Jaro o Santa Elisabetta, en was suffragaan aan het aartsbisdom Cebu. Op 29 juni 1951 veranderde het van kerkprovincie en werd suffragaan aan het nieuw verheven aartsbisdom Jaro. Het verloor gebied bij de oprichting van de bisdommen Romblon (1974) en Kalibo (1976). Op 17 januari 1976 werd het verheven tot metropolitaan aartsbisdom.

## Parochies
Het aartsbisdom had in 2023 een oppervlakte van 2.633 km2 en telde 918.900 inwoners waarvan 90,1% rooms-katholiek was.

## Ordinarii

### Bisschoppen
- Manuel Porcia Yap (13 februari 1951 - 5 maart 1952)

### Aartsbisschoppen
- Antonio Floro Frondosa (bisschop: 5 maart 1952, aartsbisschop 17 januari 1976 - 18 juni 1986)
  - Vicente Macanan Navarra (hulpbisschop: 23 april 1979 - 21 november 1987)
- Onesimo Cadiz Gordoncillo (18 juni 1986 - 9 november 2011)
- Jose Lazaro Fuerte Advincula Jr. (9 november 2011 - 25 maart 2021)
- Victor Barnuevo Bendico (3 maart 2023 - heden)

## Galerij van afbeeldingen

Wapen van het aartsbisdom
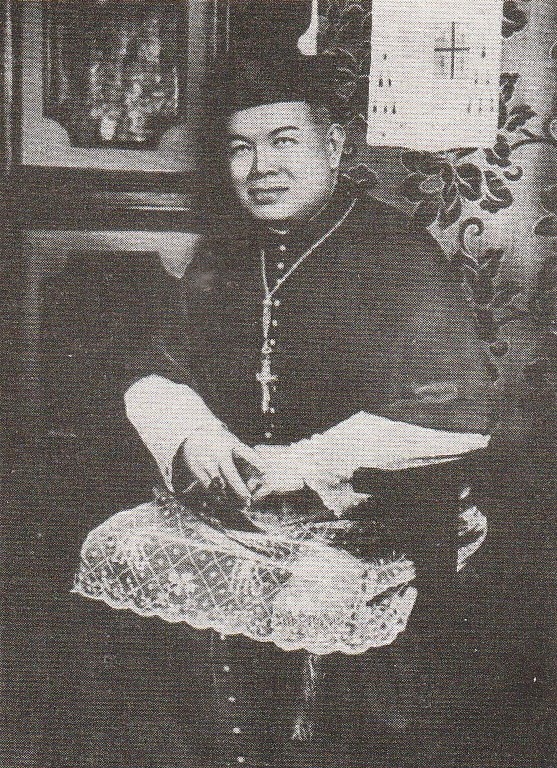
Bisschop Manuel Porcia Yap (1951-1952), de eerste bisschop
Aartsbisschop Onesimo Cadiz Gordoncillo (1986-2011)
Hulpbisschop Vicente Macanan Navarra (1979-1987)

Capiz (aartsbisdom) · Kalibo · Romblon